# Shatapatha-Brahmana
De Shatapatha-Brahmana (Sanskriet: शतपथब्राह्मण Śatapatha Brāhmaṇa, ŚB, brahmana van honderd paden) is een brahmana van de witte (shukla) Yajoerveda. Als Brahmana bevat het gedetailleerde beschrijvingen van de rituelen horende bij de offers (yajna) en bevat ook de daarbij benodigde waarnemingsastronomie en meetkunde. Zo bevat de Shatapatha-Brahmana berekeningen van π en een aanzet tot de stelling van Pythagoras. De Shatapatha-Brahmana is mogelijk tussen 800-600 v.Chr. gecomponeerd. Er zijn twee shakha of recensio's, Madhyandina en Kanva.

## Oorsprong
De eerste vijf hoofdstukken of kanda van de Madhyandina-shakha verhalen meer over het middenland Madhyadesha en lijken daarmee een oostelijkere oorsprong te hebben dan kanda 6-10. De Kanva-shakha heeft mogelijk zijn uiteindelijke redactie in Panchala of Koshala gehad. De latere kanda's van beide shakha's hebben een oostelijker oorsprong in Koshala en Videha.
In Koshala en Videha ontwikkelde de witte Yajoerveda zich en werd niet aan vuuroffers gedaan. Ze werden in het westen dan ook als buitenstaanders gezien en brahmanen werden geacht niet naar deze gebieden te trekken. De arianisering was in het oosten minder ver gevorderd dan in het westen en naast de Indo-Ariërs woonden hier de inheemse Munda en wat Tibeto-Birmanen. Waar andere gebieden een meer monarchische vorm hadden, was dit in het oosten minder doorgedrongen en kwam hier een meer tribale oligarchie voor, de gana-sangha. Van de stammen die de Vrijji-confederatie vormden, waren de Videha mogelijk de enigen die de sanskritisering doorvoerden.
De Videha bevorderden arianisering door inheemse volken voorouders te geven uit de tijd van de Rigveda. De Shatapatha-Brahmana heeft een stichtingsmythe waarin koning Videgha Mathava bij zijn trek naar Videha begeleid wordt door Gautama Rahugana, een purohita uit de Rigveda. Het was een legitimatie die Janaka de mogelijkheid gaf om brahmanen uit het westen uit te nodigen voor zijn debatten (brahmodya's) en om de orthopraxie uit het westen te introduceren. Dit was niet de shankha van het nabijgelegen Panchala, maar die uit het westelijkere Kuru, de vijanden van hun vijanden (prati-pratirajan). De ijver om de shrauta-rituelen goed uit te voeren en de werken volledig over te nemen, maakten van de Shatapatha-Brahmana de meest complete Brahmana. Zo werd het oosten het belangrijkste centrum van de Vedische cultuur. Op de Punjab in het uiterste westen, het land van de zeven rivieren en het oorspronkelijke Aryavarta van de Rigveda, werd neergekeken. Zij die van deze rivieren drinken, zouden volgen 9.3.1.24 het slechtst, het meest godslasterlijk en het meest hitsig worden in hun taal.:295-297, 303-305, 309-316, 329-331 Mogelijk hing dit samen met het binnenvallen in dit gebied van de Yona (Grieken), gevolgd door de Saken, na het uiteenvallen van het Mauryarijk. Uit onder meer de Yuga Purana en de Mahabharata blijkt dat de komst van deze Indo-Grieken en Indo-Scythen de brahmanen de nodige onheil bracht, zodat deze tijd wel als het einde van de kali yuga werd gezien. Mogelijk verdwenen de brahmanen zelfs uit dit gebied om pas na de zesde eeuw terug te keren.

## Brandlandbouw
De Gangesvlakte bood een nieuwe omgeving voor de arya uit de Punjab. In tegenstelling tot het relatief droge noordwesten van het subcontinent was dit drassige laagland in die tijd nog begroeid met dicht oerwoud. De Satapatha-Brahmana beschrijft mogelijk brandlandbouw als de god Agni een pad van vuur maakt van west naar oost door de Gangesvlakte, zodat het land voor menselijk gebruik gereed werd:
Mâthava, the Videgha, was at that time on the (river) Sarasvatî. He (Agni) thence went burning along this earth towards the east; and Gotama Râhûgana and the Videgha Mâthava followed after him as he was burning along. He burnt over (dried up) all these rivers. Now that (river), which is called 'Sadânîrâ,' flows from the northern (Himâlaya) mountain: that one he did not burn over. That one the Brâhmans did not cross in former times, thinking, 'it has not been burnt over by Agni Vaisvânara.'

Now-a-days, however, there are many Brâhmans to the east of it. At that time it (the land east of the Sadânîrâ) was very uncultivated, very marshy, because it had not been tasted by Agni Vaisvânara.

Satapatha-Brahmana (1:4:1:14-15)